# Dobje pri Lesičnem
Dobje pri Lesičnem este o localitate din comuna Šentjur, Slovenia, cu o populație de 95 de locuitori.